# 塔摩利俱樂部
塔摩利俱樂部（日语：タモリ倶楽部）是朝日電視台聯播網自1982年10月9日至2023年3月底開始播出的一檔深夜綜藝節目。該節目是塔摩利的冠名節目，英文副題是。塔摩利俱樂部是日本的深夜綜藝節目中收視率較高的節目之一，亦是最初的「脫力系節目」之一。節目中的「空耳時間」（日语：空耳アワー）單元自1992年開始播出，在日本空耳界有極高的地位。

## 腳註
1. ↑  
. スポニチ Sponichi Annex. 2023年2月22日  [2023-02-22]. （原始内容存档于2023-02-22） （日语）.